# Karl Kaspar Keiser
Karl Kaspar Keiser (auch Carl Caspar Keiser; * 27. Juli 1805 in Zug; † 28. November 1878 in Luzern) war ein Schweizer römisch-katholischer Theologe, Geistlicher und Gymnasiallehrer.

## Leben
Keiser war Sohn eines Advokaten. Er absolvierte die Gymnasien von Zug und Solothurn. Anschliessend widmete er sich dem Studium der Theologie an der Universität Tübingen. Dort waren Johann Sebastian von Drey, Johann Adam Möhler sowie insbesondere Johann Baptist von Hirscher seine prägenden Lehrer. Am 8. Dezember 1828 empfing er in Luzern seine Priesterweihe. Noch bis 1829 absolvierte er letzte Studien an der Theologischen Lehranstalt Luzern. Nach einer kurzen Zeit als Hauslehrer in Zug kam er 1830 als Lehrer nach Zug, wurde 1830 Gymnasialprofessor am Zuger Gymnasium und später zudem Erziehungsrat.
Keiser wurde im Herbst 1835 Rektor der Realschule von Luzern, an der er ein Jahr wirkte, bis er 1836 als Professor der Rhetorik an das Zuger Gymnasium zurückkehrte. 1842 wurde er dort zum Präfekten und Leiter des Gymnasiums erhoben. In Zug wirkte er ausserdem als Verfasser des liberalen Schulgesetzes sowie von 1836 bis 1850 als Stadtbibliothekar. Er war der Erste, der diese Position an der Bibliothek Zug innehatte. 1850 kam er nach Solothurn. Dort war er Religionslehrer am Lyzeum sowie Professor an der theologischen Lehranstalt. Von 1860 bis 1870 war er ausserdem erster und einziger Regens am Solothurner Priesterseminar. Er wirkte daneben von 1873 bis 1878 als Redaktor der Schweizerischen Kirchenzeitung. Einen Konflikt hatte er unter anderem mit Augustin Keller.
Keiser erhielt 1874 durch Papst Pius IX. veranlasst die Promotion zum Dr. theol. Zuletzt wurde er noch 1878 Regens des neuerrichteten Priesterseminars in Luzern.

## Werke (Auswahl)
- Zugerischer Neujahrsblätter für die Jugend und ihre Freunde, Zug 1842–1846.
- Die Mordnacht auf der Löbern, den 9. Herbstmonat 1275, Blunschi, Zug 1843.
- Die neuesten Versuche, die katholische Kirche in der Schweiz zu knechten, Räber, Luzern 1871.
- Die kirchlich-politischen Fragen bei der eidgenössischen Bundesrevision von 1871, Aarau 1871.